# David Soyza
David Soyza (* 5. Juni 1994 in Hall in Tirol) ist ein österreichischer Jazzmusiker (Vibraphon, Komposition).

## Leben und Wirken
Soyza, der in Dornbirn aufgewachsen ist, erhielt bereits als Sechsjähriger Schlagzeugunterricht in der Musikschule. Er besuchte bis 2008 die dortige Musikhauptschule, wo er auch mit dem Singen anfing, um dann die Hochschulreife am Musikgymnasium/Bundes-Oberstufenrealgymnasium in Feldkirch zu erringen. Daneben fungierte er als Schlagwerker beim Jugendsinfonieorchester Dornbirn und erhielt zusätzlich Schlagwerkunterricht am Vorarlberger Landeskonservatorium, aber auch Schlagzeugunterricht am Jazzseminar Dornbirn. Daneben sang er als Tenor beim Landesjugendchor „Voices“. Von 2015 bis 2018 studierte er Jazz-Vibraphon an der Hochschule für Musik Nürnberg bei Roland Neffe, wobei er ein Auslandssemester in Porto bei Jeffery Davis verbrachte. Im Herbst 2017 erhielt er den DAAD Preis der Hochschule für Musik Nürnberg.
Soyza gab mit seiner Band Soyza’s Groove Konzerte und Workshops in Südindien. Mit seinem seit 2018 bestehenden Quartett (mit Gitarrist Michael Schumacher, Bassist Stephan Goldbach und Schlagzeuger Florian Fischer) veröffentlichte er 2020 das Album Taking the Lead mit eigenen Kompositionen beim Label Rosenau Records. Weiterhin unterhält er mit Square ein zweites Quartett mit dem Saxophonisten Martin Krechlaak, Bassist Philip Levin und Fischer am Schlagzeug. Agnes Lepp und Filip Wisniewski holten ihn in ihre Großformation The Big Leppinski, Luisa Hänsel in ihr Quintett. Überdies arbeitete er mit Alegre Corrêa, Mallet Ballet, Fluktuation3, Soundscapes, Herbert Walser-Breuß, LaRisa, Florian King und Veronika Morscher. 2019 wirkte er im Bereich der Klassik an einer Aufführung von Andy Akihos Komposition „No one to kNOW one“ mit. Er ist zudem auf Alex Bayers Album Zodiac (monoTon 2019) zu hören. Weiterhin schrieb er Kompositionen für Kammermusik-Ensemble.
2017 wurde Soyza zusammen mit Veronika Morscher, Fabio Devigilli, Andreas Broger, Benjamin Omerzell, Johannes Bär und Martin Grabher mit dem Kulturpreis des Landes Vorarlberg ausgezeichnet.